# Andreas Mikkelsen (rallyförare)
För den danske formgivaren, se Andreas Mikkelsen (formgivare)
Andreas Mikkelsen, född 22 juni 1989 i Oslo, är en norsk professionell rallyförare som tävlar i Rally 2 i Rally-VM, klassen under huvudklassen Rally 1.

Mikkelsen debuterade i Rally-VM i samband med Brittiska rallyt 2006 och deltog i åtta deltävlingar under Rally-VM 2007. Sina första VM-poäng fick han med en femte plats i Svenska rallyt 2008 och blev samtidigt den dittills yngsta någonsin att få poäng i en Rally-VM deltävling, 18 år, 7 månader och 19 dagar gammal. Hans första seger kom i Spanien 2015. 

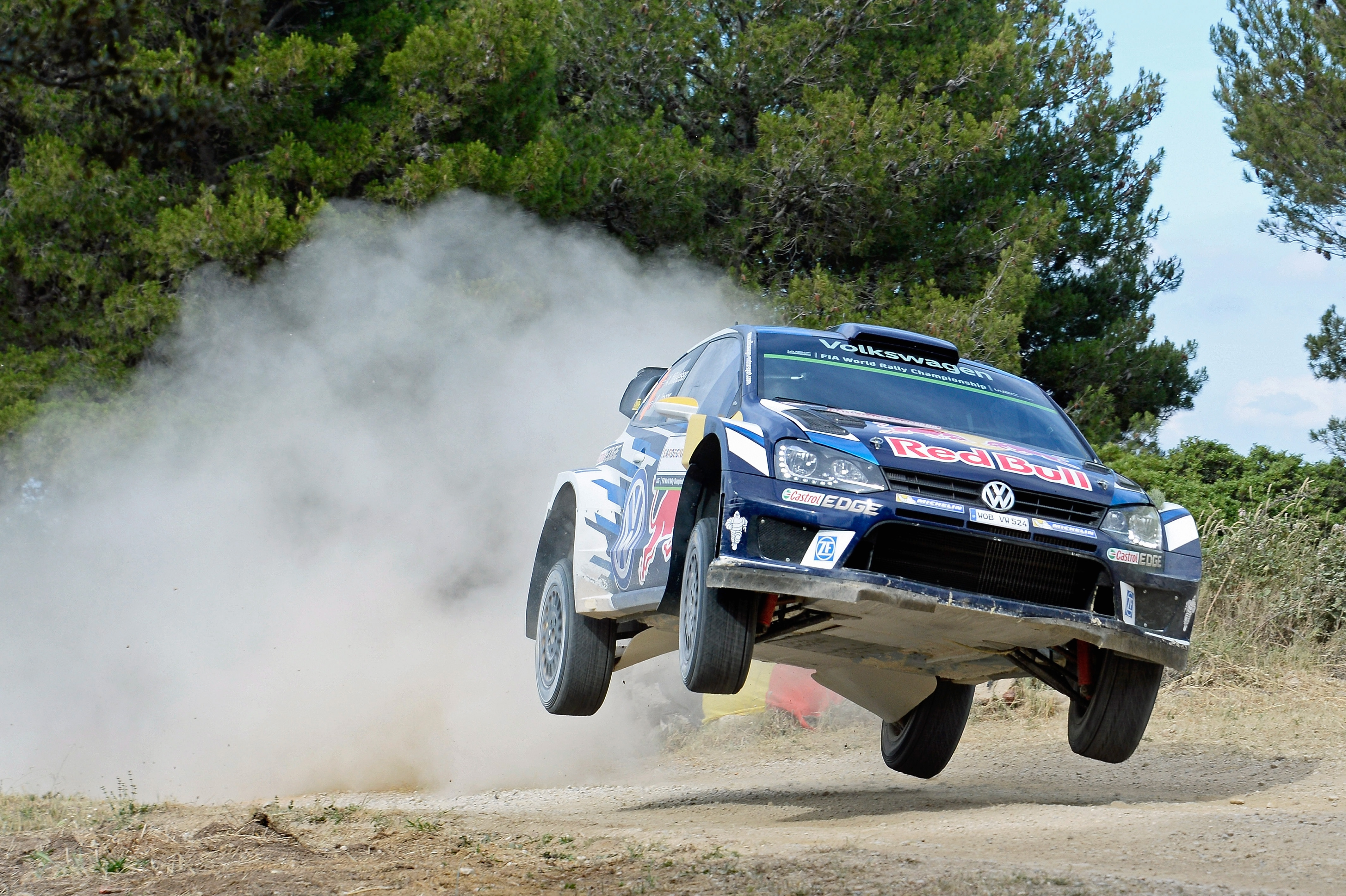
Andreas Mikkelsen under Rally d'Italia Sardegna 2016

Han har tidigare varit med i norska landslaget i slalom och även tävlat i motocross men var tvungen att sluta på grund av knäskador. Han gick motocrosslinjen på NTG (Norges Toppidrettsgymnas) och tog studenten 2008.
Under 2009 var Andreas Mikkelsen med om en olycka i Rally Larvik i Norge, då han fick sladd på bilen och körde på en 10-årig flicka, som dog omedelbart. Sedan detta har han namnet på flickan, Elise, lackerat på hjälmen.
Mikkelsen tillhörde fram till 2020 norska Even Rally, ett managementteam där också Esapekka Lappi, Johan Kristoffersson och Ole-Christian Veiby ingår.

## Förarkarriär

### Škoda Motorsport
Inför 2011 fick han en förarplats hos Škoda Motorsport i IRC (nuvarande EM). Han debuterade i Monte-Carlo rallyt och vann sin första tävling i Skottland. Han blev dubbel IRC-mästare då han vann mästerskapet 2011 och 2012.

### Volkswagen Motorsport
Inför säsongen 2013 skrev han på ett flerårskontrakt med Volkswagen Motorsport där han tävlade fram till Volkswagen Motorsports nedläggning efter säsongen 2016.

### Citroën Racing
Efter Volkswagen Motorsports nedläggning 2016, stod han utan plats i WRC inför 2017. Han inledde året med sin gamla arbetsgivare Škoda Motorsport, där han tävlade i underklassen WRC2. Inför Sardinens deltävling i WRC fick han en plats hos Citroën. Intitialt tävlade han i Sardinien och Polen, men han fick också en plats i Rallye Deutschland där han ledde under första dagen och till slut kom på andraplats.

### Hyundai Motorsport
Efter tyska VM-deltävlingen skrev Mikkelsen på för Hyundai Motorsport och debuterade i nästföjlande deltävling, Rally Catalunya. Han är teamkompis med Thierry Neuville, Dani Sordo och Hayden Paddon.  

### Co-driverbyten
Ola Fløene var fram till 2016 Mikkelsens co-driver, med undantag för 2013 då finländaren Mikko Markkula tog över. Under säsongen blev Markkula skadad och stod över två tävlingar, Frankrike och Australien, då Paul Nagle klev in som co-driver. Från 2014 var Ola Fløene tillbaka som co-driver igen. Inför 2016 blev det ett nytt co-driverbyte då Ola Fløene gick till Mads Østberg till förmån för Anders Jæger. Under 2020 valde Jæger att avsluta sin karriär, och Fløene återvände då som Mikkelsens co-driver.

## Vinster i WRC[25]
| Säsong | Tävling                      | Co-driver    | Bil           |
| ------ | ---------------------------- | ------------ | ------------- |
| 2015   | Rally Catalunya              | Ola Fløene   | VW Polo R WRC |
| 2016   | Rally Poland Rally Australia | Anders Jæger | VW Polo R WRC |